# Asbjørn Jaklin

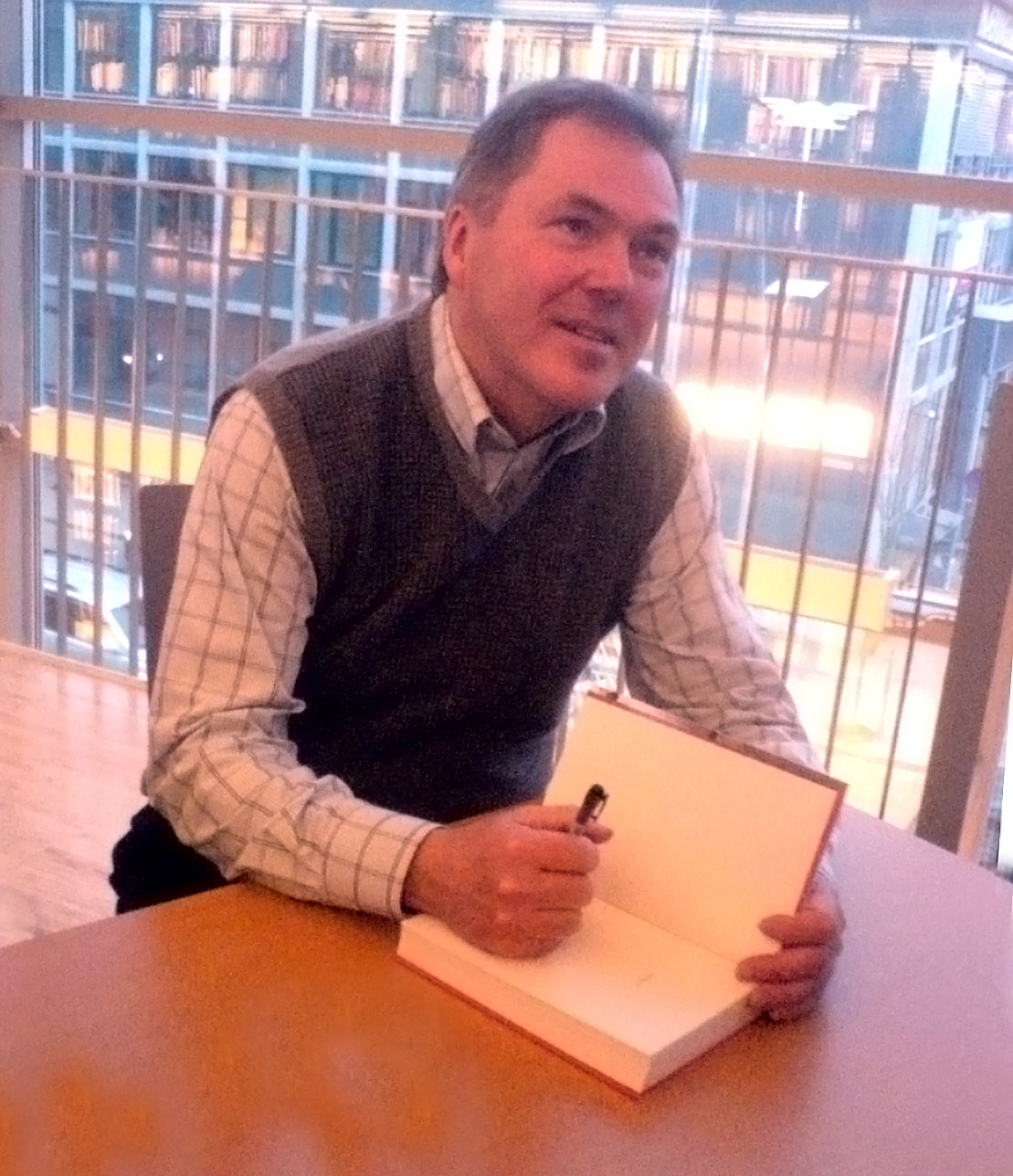
Asbjørn Ingvald Jaklin

Asbjørn Ingvald Jaklin (* 18. Februar 1956 in Tromsø) ist ein norwegischer Journalist der Regionalzeitung Nordlys, Sachbuchautor und Krimiautor. Seine Bücher gehören in Norwegen zur Bestsellerliteratur und wurden in mehrere Sprachen, darunter auch ins Deutsche übersetzt. Asbjørn Jaklin lebt mit seiner Frau und seinen vier Kindern in Tromsø. Er ist passionierter Jäger, Fischer und Schilangläufer.

## Werk
Neben seiner umfangreichen journalistischen Tätigkeit für Nordlys und andere norwegische Zeitungen hat Asbjørn Jaklin mehrere Bücher verfasst, die sich mit historischen Darstellungen insbesondere zur Nordregion, dem Zweiten Weltkrieg und den Kalten Krieg in Norwegen befassen.
1999 und 2002 erscheinen in zwei Sammelbänden Kurzbiographien ausgewählter Norweger, die Jaklin vorher in der Zeitung Nordlys veröffentlicht hatte. Darunter befinden sich über 50 Persönlichkeiten wie Kirsten Svineng, Knut Hamsun, Ellisif Wessel, John Andreas Savio, Bjørn Wirkola oder Ole Henrik Magga.
In dem 2004 erschienenen Buch Historien om Nordnorge (dt. Geschichte Nordnorwegens), einem populärwissenschaftlichen Geschichtsbuch der Region, beschreibt Jaklin erstmals die Geschichte Nordnorwegens seit dem Jahr 1884. Ins Zentrum stellt er dabei die konkreten Geschichten von Einzelpersonen, die Aussagekraft für die Geschehnisse in diesem Zeitraum haben. Dabei kommt ihm, wie er selbst sagt, seine journalistische Erfahrung mit dem Stilmittel des „Geschichten Erzählens“ zugute.
Für das Buch Nordfronten: Hitlers skjebneomrade (2006) (dt. Die Nordfront: Hitlers Schicksalsregion), welches die Geschichte Nordnorwegens während der deutschen Besatzung 1940–1945 darstellt, wurde Asbjørn Jaklin für den Brageprisen für das beste Sachbuch nominiert. Jaklin behandelt darin die Invasion Norwegens, den Widerstand der Bevölkerung gegen die deutschen Besatzer, die Kriege in Finnland, die Ereignisse an der sgn. Murmansk Front und die deutsche Politik der verbrannten Erde in der Finnmark.
In Isfront: den kalde krigen i nord (2009) (dt. Eiskrieg: der Kalte Krieg im Norden) behandelt Jaklin die wichtige Rolle der Nordregion im Kalten Krieg und schildert kritische Ereignisse in der Region, die leicht zum Dritten Weltkrieg hätten führen können.
Den Todesurteilen gegen 25 Kriegsverbrecher und ihrer Hinrichtung unmittelbar nach Ende des Zweiten Weltkriegs, darunter Nationalsozialisten wie Vidkun Quisling, dem Ministerpräsidenten der von Hitler eingesetzten Marionettenregierung, wird in dem 2011 erschienenen Buch De dødsdømte (deutsch: Die Verurteilten) nachgegangen.
Das Buch Brent Jord (2016) (dt. Verbrannte Erde) untersucht die Geschehnisse rund um den erzwungenen Rückzug der deutschen Truppen aus den norwegischen Provinzen Troms und Finnmark und den damit von der Deutschen Wehrmacht erzwungenen Zwangsevakuierungen der ansässigen Bevölkerung. Dabei beschreibt Jaklin nicht nur das persönliche Schicksal der Vertriebenen, sondern vermittelt auch Einsichten in den politischen und militärischen Hintergrund der Vertreibungen, die vom Herbst 1944 bis Winter 1945 anhielten.
Seit 2012 schreibt er auch Kriminalromane die einen fiktiven Journalisten namens Alexander Winther ins Zentrum der Ermittlungen stellen. Erschienen sind auf Deutsch bislang Tödlicher Frost (2014) und Rote Zone (2016). Die insgesamt 3 Alex-Winther-Romane basieren auf einer historischen Hintergrundrecherchen und verbinden so fiktive mit nichtfiktiven Elementen, welche die Kriminalromane von Jaklin weithin charakterisieren. 2012 wurde Jaklin mit seinem Buch Rote Zone für den Riverton-Preis (Bester norwegischer Krimi) nominiert.

## Bibliographie
- 1999 Nordlendinger til tusen, bind 1, portretter – Nordlys, ISBN 82-91668-09-4
- 2002 Nordlendinger til tusen, bind 2, portretter – Nordlys, ISBN 82-91668-15-9
- 2004 Historien om Nord-Norge, populærhistorisk fremstilling av landsdelens historie siste 120 år – Gyldendal Verlag, ISBN 82-05-31426-8
- 2006 Nordfronten : Hitlers skjebneområde – Gyldendal Verlag, ISBN 978-82-05-34537-9
- 2009 Isfront : den kalde krigen i nord – Gyldendal Verlag, ISBN 978-82-05-37809-4
- 2011 De dødsdømte, om rettsoppgjøret etter andre verdenskrig – Gyldendal Verlag, ISBN 978-82-05-41088-6
- 2012 Svart frost, kriminalroman – Vigmostad & Bjørke Verlag, ISBN 978-82-419-0740-1
- 2014 Rød sone, kriminalroman – Vigmostad & Bjørke Verlag, ISBN 978-82-419-0921-4
- 2014 Tödlicher Frost, Kriminalroman. Übersetzt aus dem Norwegischen von Ulrich Sonnenberg – Suhrkamp Verlag, ISBN 978-3-518-46481-6
- 2016 Rote Zone, Kriminalroman. Übersetzt aus dem Norwegischen von Ulrich Sonnenberg – Suhrkamp Verlag, ISBN 978-3-518-46649-0
- 2016 Brent jord : 1944–1945 : heltene, ofrene, de skyldige – Gyldendal Verlag, ISBN 978-82-05-48429-0
- 2017 Hvite løgner, kriminalroman – Vigmostad & Bjørke Verlag, ISBN 978-82-419-1248-1